# Gerrots
Gerrots település Franciaországban, Calvados megyében. Lakosainak száma 51 fő (2022. január 1.). Gerrots Beuvron-en-Auge, Beaufour-Druval, Rumesnil és Victot-Pontfol községekkel határos.

## Népesség
A település népességének változása:
| Lakosok száma | 38   | 45   | 44   | 56   | 53   | 55   | 53   | 52   | 51   | 51   |
|               | 1968 | 1982 | 1990 | 2006 | 2013 | 2015 | 2017 | 2019 | 2020 | 2022 |